# Музей футбола (Сан-Паулу)

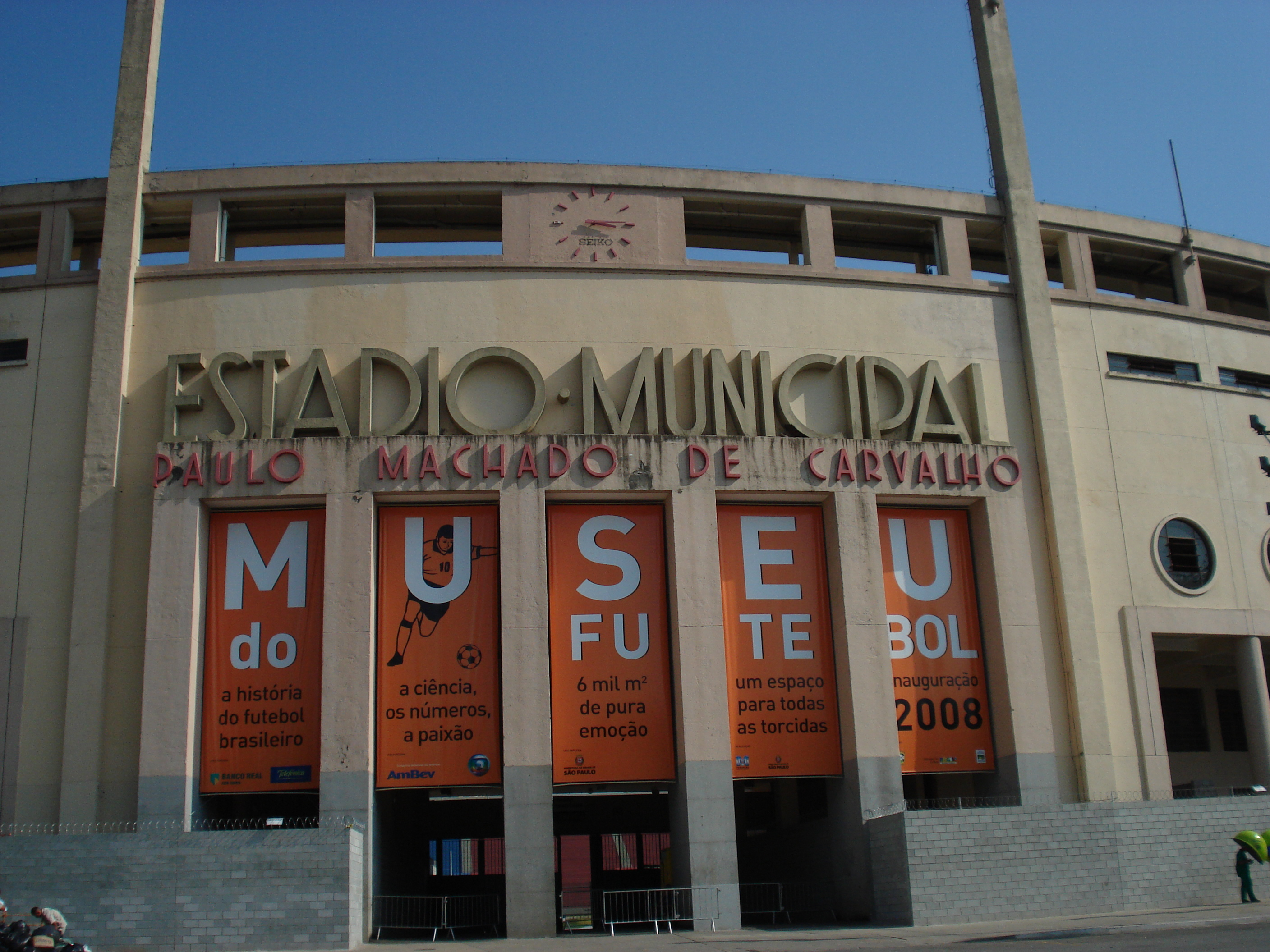
Центральный вход

Музей футбола — музей в районе Сан-Паулу Пакаэмбу, посвящённый футбольной тематике. Построен рядом с Муниципальным стадионом Паулу Машаду ди Карвальо (бывший Муниципальный стадион Пакаэмбу) в честь основоположника бразильского футбола Чарльза Уильяма Миллера. Открылся 29 сентября 2008 года.

## Планировка и строительство
В такой стране, как Бразилия, долгое время не хватало музея футбола, а ведь эта страна имеет наилучших игроков в истории мирового футбола. Началось всё с подобных заявлений мэра Сан-Паулу, Жозе Серра, во время презентации первого проекта музея футбола в Бразилии, который должен был быть построен в Сан-Паулу.
В мероприятии приняли участие Пеле, считающийся лучшим игроком всех времен, президент Бразильской конфедерации футбола, Рикардо Тейшейра, и ещё одна не менее важная фигура бразильского футбола, Хосе Роберто Мариньо. Эти люди совместно с мэрией Сан-Паулу сделали всё для реализации проекта.

«Эта идея — не только память, но и возможность хорошо провести время для всех любителей футбола, иметь действующий музей, который также станет частью большой истории и уже принимает хорошие отзывы» — Жозе Серра, мэр, основатель музея.

Презентация проекта состоялась в актовом зале Муниципального стадиона Пауло Мачадо де Карвальо, первого крупного стадиона в столице штата, который открылся 27 апреля 1940 года. В этом зале и прошли все преобразования будущего музея.

«Город обладает харизмой основателя современного футбольного стадиона в Бразилии», — Жозе Серра.

«Это большая честь и большое удовольствие, потому что Пакаэмбу принёс мне столько радости», — Пеле.

Мэр представил золотую статуэтку неизвестного происхождения, которую обнаружили в Пакаэмбу во время начала строительства. Пеле настоял, чтобы её поместили в будущий музей.

## Дополнительные работы
Наряду с работами по созданию музея, в Сан-Паулу велись работы по восстановлению фасадов стадионов и установлению нового освещения.
В ходе мероприятия мэр города Жозе Серра заявил о своём намерении выкупить территорию в районе стадиона, чтобы освободить место для новой трибуны.
На момент анонса проекта подписали инвестиционный меморандум о взаимопонимании между City Hall (департамент спорта и туризма Сан-Паулу) и фондом Роберто Мариньо для создания музея.

## Музей футбола сегодня
Музей футбола посвящён национальному виду спорта и не закреплён ни за одним клубом или фанатской группировкой, хотя мэр Сан-Паулу и партнёры проекта (фонд Роберто Мариньо и бразильская конфедерация футбола (CBF)) ожидали большего уклона на несколько команд Сан-Паулу и других штатов.
Музей установлен перед стадионом, на территории между монументальным фасадом и задней стойкой, занимает площадь 5600 квадратных метров.
Проектированием занимался архитектор Мауро Муньюз, он включил в музей мультимедийное пространство, памятную галерея лучших бразильских игроков, комнату, посвящённую болельщикам и журналистам, студию-аудиторию для дискуссий о спорте, клубах и магазинах, мультимедийный кабинет, ресторан и кафе.
В музее представлены постоянные экспозиции, которые контролируются и обновляются исследователями, такие как холдинги радио, статистика выступлений бразильских футболистов за рубежм. Они также направлены на объединение таких объектов, как мячи, форма, флаги и трофеи всех клубов страны. Кроме того, музей имеет места для временных выставок, дебатов, дискуссий и семинаров на тему футбола.
Фонд Роберто Мауриньо (FRM) предоставил серию статей о спорте в видео-, аудио- и печатной форме в музей.

«Это очень динамичный музей, экспозиции обновляются каждые выходные, поэтому музей не надоедает посещать», — Хосе Роберто Мариньо.

Рикардо Тейшейра предлагал сделать музей передвижным. В поддержку этой идеи Пеле сказал, что лично он считает, что это повысит посещаемость. Но руководство побоялось, что другой музей, недавно открытый в честь Пеле, может заявить о своих правах на часть коллекции, связанной с Королём футбола.
Бюджет проекта составил 25 млн долларов, из которых в первый город окупилось примерно 5 миллионов, в основном благодаря поступлениям из частного сектора.
Ежегодно музей привлекает множество посетителей не только из Сан-Паулу, но и гостей со всей страны и со всего мира. В общей сложности, 7,5 миллиона человек ежегодно посещают Сан-Паулу, при этом более чем 50 % и 30 % для бизнеса и отдыха соответственно. Новая достопримечательность создала большое количество рабочих мест как непосредственно, так и косвенно.